# Hundred Seventy Split
Hundred Seventy Split (en abrégé HSS) est un groupe britannique de blues rock formé en 2010 par Joe Gooch (guitare et chant) et Leo Lyons (basse et auteur-compositeur), anciens membres de Ten Years After. Le troisième membre est le batteur Damon Sawyer. En plus des classiques du répertoire Ten Years After, le trio joue également de nouvelles chansons et tourne régulièrement en Europe occidentale.

## Historique
L'idée de se démarquer du style traditionnel de Ten Years After et de développer un nouveau style de musique commence lorsque Gooch et Lyons sont encore membres de ce groupe (tous deux ont officiellement quitté TYA en décembre 2013). Après qu'on lui a demandé d'enregistrer un album studio, Leo Lyons invite Joe Gooch à co-écrire des chansons pour le nouveau projet. L'idée fait son chemin et les deux musiciens décident de tourner avec le nouveau matériel. C'est pourquoi le duo s'élargit avec le batteur Damon Sawyer.
Leo Lyons explique le nom du groupe dans une interview à « Paris-Move » : « Mon fils Harry a suggéré le nom Hundred Seventy Split. C'est un carrefour routier à Nashville près de chez moi. Il y a un petit café à proximité où Joe et moi avons pris le petit déjeuner avant d'aller au studio d'enregistrement. Je considère aussi le nom comme un carrefour musical ».

## Membres
- Joe Gooch : guitare, chant
- Leo Lyons : basse
- Damon Sawyer : batterie

## Discographie
- 2010 : The World Won't Stop
- 2010 : Hundred Seventy Split – Special Edition
- 2014 : H.S.S.